# Pankow (district)
Pankow is een van de 12 districten (Verwaltungsbezirke) van Berlijn. Pankow is gelegen in het oostelijk deel van de stad. Het huidige district ontstond in 2001 door samenvoeging van de toenmalige districten Pankow, Weißensee en Prenzlauer Berg. Het district is grotendeels gelegen in Barnim (streek).
Het nieuwe district bestaat uit de stadsdelen Blankenburg, Blankenfelde, Buch, Französisch Buchholz, Heinersdorf, Karow, Niederschönhausen, Rosenthal, Stadtrandsiedlung Malchow, Pankow, Prenzlauer Berg, Weißensee en Wilhelmsruh.
Tussen 1949 en 1960 was het Slot Schönhausen in Pankow de residentie van de president van de DDR. Aan de nabijgelegen Majakowskiring woonden bovendien vele hoogwaardigheidsbekleders. In het taalgebruik in de Bondsrepubliek werd Pankow gebruikt als metoniem voor het Oost-Duitse bewind.

## Sport en recreatie
- In de wijk Prenzlauer Berg bevindt zich het Velodrom waar jaarlijks de Zesdaagse van Berlijn plaatsvindt.

## District info
- In Heinersdorf bevindt zich de Khadija-moskee, de eerste moskee in het voormalige Oost-Duitsland.

## Politiek
Samenstelling districtsraad
Charlottenburg-Wilmersdorf · 
Friedrichshain-Kreuzberg ·
Lichtenberg ·
Marzahn-Hellersdorf ·
Mitte ·
Neukölln ·
Pankow ·
Reinickendorf ·
Spandau ·
Steglitz-Zehlendorf ·
Tempelhof-Schöneberg ·
Treptow-Köpenick